# 앰버 잉글리시
앰버 잉글리시(영어: Amber English, 1989년 10월 25일~)는 미국의 사격 선수이다. 주 종목은 스키트로 2020년 하계 올림픽 여자 개인 스키트 경기에서 올림픽 기록을 세우면서 우승을 차지했다.